# Estragol
Estragol is een fenylpropanoïde en een isomeer van anethol. Het is een viskeuze, kleurloze vloeistof met een anijsachtige geur.

## Voorkomen
Estragol is een aromatisch bestanddeel van etherische olie, dat uit dragon (60–75% estragol), kervel (60% estragol), basilicum (23–88% estragol), anijs, steranijs, Pimenta racemosa, venkel, piment, muskaatnoot, parasolden en terpentijn gewonnen wordt.

## Toepassingen en regelgeving
Estragol wordt gebruikt in parfums, likeuren en levensmiddelen als geurstof of aroma.
De Europese aromenverordening 1334/2008 (aanhangsel III, deel A) regelt het gebruik en de toegestane hoeveelheid van estragol in aromaten en levensmiddelen. Als zuivere stof mag estragol niet gebruikt worden in aromaten en levensmiddelen. Voor de hoogst toegestane hoeveelheid moet de fabrikant zich aan de EG-Basis-VO 178/2002 Art. 14 houden.

## Toxicologie en veiligheid
De stof komt vaak voor in aftreksels van theedranken en in dierproeven is vastgesteld dat thee met estragol kankerverwekkend is. Estragol mag daarom niet voorkomen in dergelijke aftreksels voor menselijke consumptie.